# Maison de l'outil et de la pensée ouvrière
La maison de l'Outil et de la Pensée ouvrière est un musée d'histoire et d'ethnologique situé à Troyes dans le département de l'Aube.
Il est sis dans un hôtel particulier de la Renaissance (1556) appelé hôtel de Mauroy.

## Historique
La maison de l'Outil et de la Pensée ouvrière abrite une collection d'outils de façonnage à main des XVIIIe et XIXe siècles. Dans 65 vitrines, 11 000 outils dits « de façonnage à main » sont proposés au visiteur à la découverte d'une centaine de métiers du bois, du fer, du cuir et de la pierre.
Cette collection fut initiée par le père Paul Feller, jésuite et homme de métier qui mit sa passion au service de la transmission des savoirs,.
Le musée accueille entre 16 000 et 25 000 visiteurs par an. Témoins de l’évolution des techniques, les outils exposés amènent les hommes de métier à s’interroger sur leur pratique.
Chaque année, des expositions thématiques autour des familles de métier présentées à la maison de l’Outil sont organisées.
L’animation du musée, réalisation du conseil général de l'Aube et de la Ville de Troyes, est confiée depuis 1969 aux Compagnons du devoir du tour de France.

## Fonds documentaire
La maison de l'Outil et de la Pensée ouvrière possède également un fonds de ressources documentaires important, le deuxième fonds technique de France après la bibliothèque Forney à Paris. La bibliothèque possède 32 000 ouvrages, traitant des outils, de l'histoire des métiers, des techniques, des beaux-arts, des ouvriers et des paysans écrivains. 
L'objectif du centre de ressources est de permettre aux formateurs maîtres d'apprentissage et aux hommes de métiers de trouver les fondements de la transmission des savoirs dans chacun de leurs métiers.
Le fonds documentaire contient certains volumes prestigieux des XVIIe et XVIIIe siècles, notamment les 35 volumes de la première édition de l’Encyclopédie de Diderot et d'Alembert (1751-1780), ou encore la deuxième édition De Architectura de Vitruve (1572).

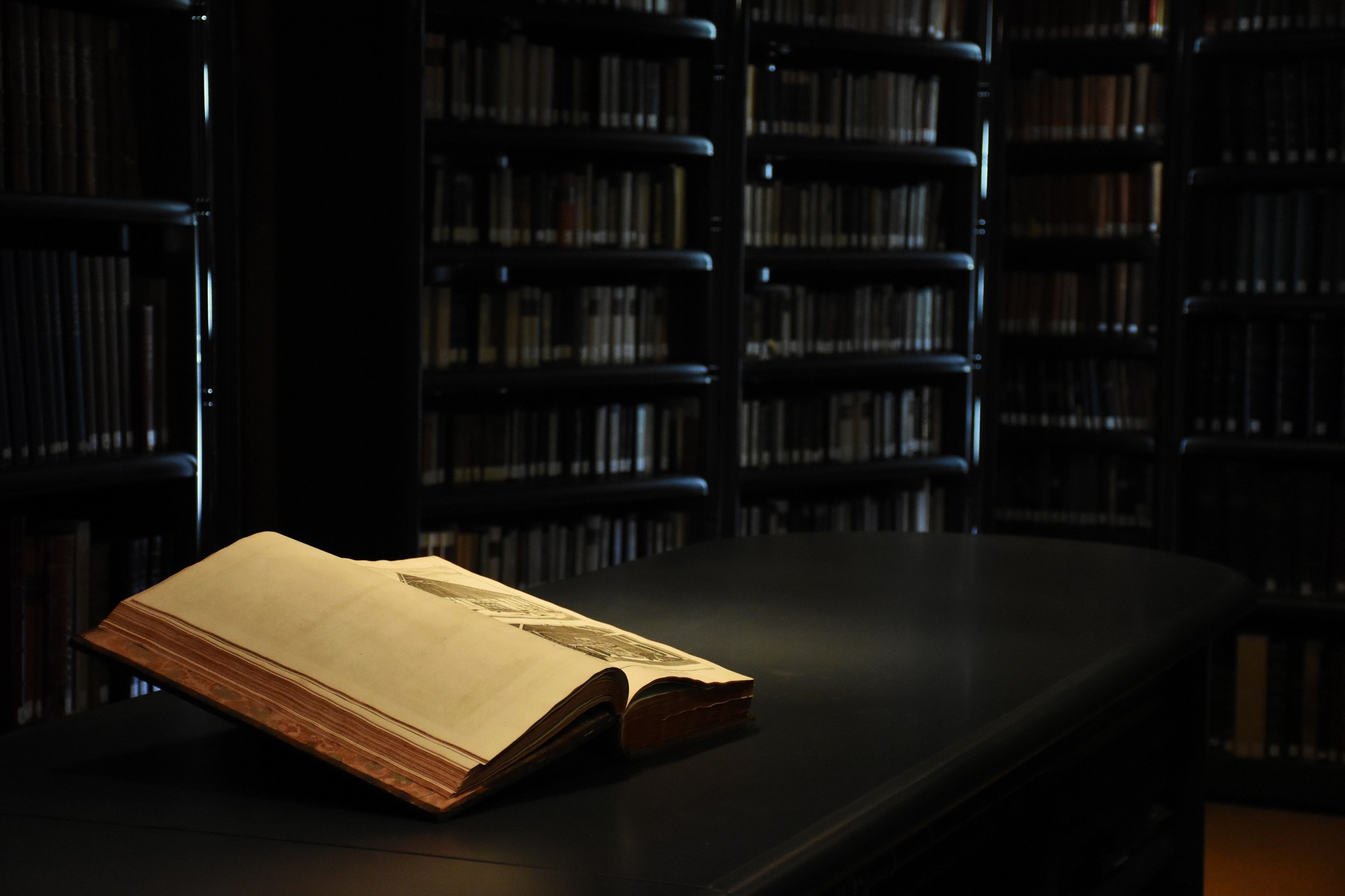
Centre de ressources Paul-Feller.

## Distinctions
En 2017, la maison de l’Outil et de la Pensée ouvrière est lauréate du prix Liliane Bettencourt pour l'intelligence de la main dans la catégorie « Parcours ». Ce prix récompense son travail de conservation et de valorisation des savoir-faire ouvriers.